# Tetraselago
Tetraselago, biljni rod iz porodice Scrophulariaceae (strupnikovke), dio je tribusa Limoselleae, potporodica Scrophularioideae. 
Postoji 4 priznatih vrsta iz Južne Afrike (KwaZulu-Natal, Mpumalanga, Limpopo, Gauteng) i Svazilanda . Tipična vrsta je polugrm ili grm Tetraselago natalensis. 

## Opis
Višegodišnje raslinje, polugrmovi i grmovi. Vrste Tetraselago su poznate po svojoj grmolikoj strukturi i dlačicama obraslih listova. Živo ljubičasti cvjetovi, koji se obično pojavljuju u gustim klasovima, nude i estetsku privlačnost i privlače oprašivače. Prilagođene su kamenitim, dobro dreniranim tlima. Tetraselago uspijevaju u surovim okruženjima gdje bi druge biljke mogle imati problema.

## Vrste
1. Tetraselago longituba (Rolfe) Hilliard & B.L.Burtt
2. Tetraselago natalensis (Rolfe) Junell
3. Tetraselago nelsonii (Rolfe) Hilliard & B.L.Burtt
4. Tetraselago wilmsii (Rolfe) Hilliard & B.L.Burtt